# سیارک ۱۱۳۸۵
سیارک ۱۱۳۸۵ (به انگلیسی: 11385 Beauvoir، نامگذاری:1998SP147) یازده هزار و سیصد و هشتاد و پنجمین سیارک کشف شده‌است که در ۲۰ سپتامبر ۱۹۹۸ کشف شد.
قدر مطلق سیارک برابر ۱۳٫۰۰ است.